# Abies religiosa
Espèce
Classification phylogénétique
Statut de conservation UICN

 LC  : Préoccupation mineure
L’Acxoyate (du nahuatl acxoyatl) ou Oyamel (Abies religiosa (Kunth) Schltdl. & Cham.) est un conifère de taille imposante de la famille des Pinacées. Il pousse à l'état naturel sur les versants élevés les plus exposés à l'humidité des montagnes mexicaines. Ses branches étaient utilisées dans certains rituels de pénitence.

## Étymologie
Le nom « oyamel » vient du nahuatl « oyametl », de « oya », qui signifie «écosser un épi» et de « metl », qui signifie agave.

## Écologie
Les papillons monarques (Danaus plexippus) migrateurs qui hivernent dans le centre du Mexique se regroupent sur des oyamels pour leur diapause. Une hypothèse expliquant la préférence des papillons pour cette espèce est que le tronc de ces sapins agirait comme tampon de température, dégageant de la chaleur pendant la nuit, mais étant plus froid que l'air ambiant le jour.